# Dinomischus

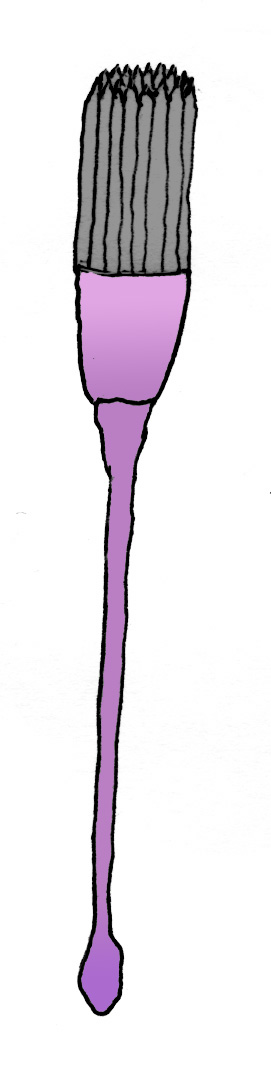
Imagem do Dinomischus

Dinomischus é um raro gênero de invertebrados marinhos extintos do Período Cambriano, na Era Paleozóica. Até agora ainda não se descobriu sua afinidade com nenhum dos filos atuais, sendo um gênero incertae sedis separado, que não é classificado em nenhum filo específico. Mediam em média 1 cm, provavelmente eram criaturas fixas e se alimentavam filtranto a água. Seus fósseis foram encontrados no Folhelho Burgess.

## Lista de espécies do gêneroDinomischus
1. Dinomischus isolatus, encontrado em Burgess Shale (Canadá) em 1977
2. Dinomischus venustum, encontrado na china em 1991